# داود
دَاوُد أو دَاوُود (بالعبرية: דָּוִד)، وتلفظ بالعبرية الحديثة: دافيد) معناه «محبوب»، هو ثاني ملك على مملكة إسرائيل الموحدة (1011 ق.م. - 971 ق.م.) وأحد أنبياء بني إسرائيل بحسب الدين الإسلامي، إلا أنه في المعتقد اليهودي يعتبر ملكًا وليس نبيًّا جاء بعد إش-بوشيت (أو إشباعل)، الابن الرابع للملك شاول. يتم وصفه على أنه أحق وأنزه ملك من بين ملوك إسرائيل التاريخيين وأيضاً هو محارب، وشاعر (ويعتبره التراث اليهودي والمسيحي مؤلف العديد من المزامير).
إجابة لرغبة داوُد لبناء معبد أو بيت لله، وعد الله داوُد أن عائلته الملكية سوف تعيش للأبد. ولذلك، يؤمن اليهود أن المسيح اليهودي سوف يكون من نسل داوُد المباشر، ويؤمن المسيحيون أن نسل يسوع يعود إلى داوُد لأن مريم من نسل داوُد. طبيعة مُلكه كانت تحت خلاف ونقاش، رفض ودافع عنها العديد من باحثي التوراة الحديثين، ولكن حياة داوُد المكتوبة في التوراة العبري لا تزال مقبولة بصورة كبيرة بين اليهود والمسيحيين، وقصته أصبح لها تمييز مركزي من قبل المجتمع الغربي.

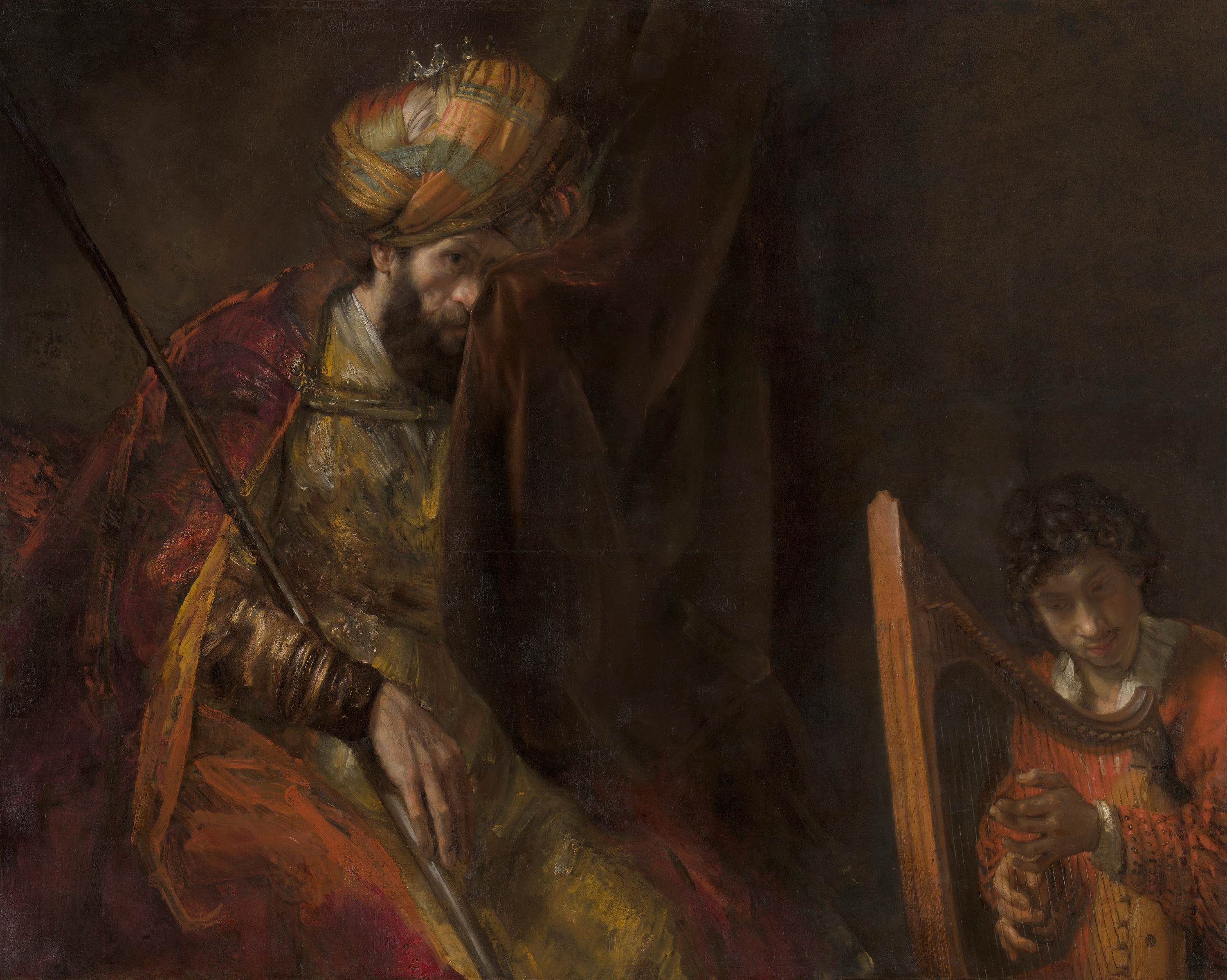
شاؤول وداؤد (لوحة) بريشة رامبرانت منتصف القرن السابع عشر. متحف ماورتشهاوس لاهاي، هولندا.

تم تدوين حياته وقصة ملكه في التوراة العبري في صموئيل 1 (إصحاح 16 فما بعد) و‌صموئيل 2، ملوك 1، ملوك 2.
أخبار الأيام 1 تعطي قصص أخرى لداوُد متعلقة بقوائم ورائية وعائلية أخرى.

## في الكتاب المقدس اليهودي والمسيحي

### حياة داوُد في العهد القديم (التوراة)

#### وصفه
كان في صغره على جانب عظيم من الجمال والشجاعة والهمة عارفاً بالألحان والتواقيع الموسيقية، وكان قصير القامة أشقر الشعر متلألئ العينين قوي البنية خفيف الحركة يسابق الإبل وكانت ذراعاه القويتان تحني قوساً من النحاس، وكان شاعراً يعزف آلة العود.

#### اختيار داوُد
قد سحب الله فضله من الملك شاول وأرسل النبي [صموئيل] إلى يسى في بيت لحم «أنا أقمت لي ملكاً من بين أبناءه»، فوقع الاختيار على داوُد، الذي هو كان الأصغر وكان يحرس غنم ابيه، «كان فتى أشقر، أخاذ العينين وسيم الطلعة». فقال الرب لصموئيل «قم امسحه لان هذا هو من اخترته».

#### داود وجليات
الإسرائيلييون الذين هم تحت حكم شاول كانوا يواجهون جيشا. داوُد الذي هو اصغر أولاد [يسى] كان يجلب الطعام يوميا إلى اخوته بينما هم كانوا مع شاول. سمع داوُد [جليات] ([جالوت] في القرآن) يطلب من الإسرائيليين بأن يُرسلوا بطلهم لكي يحسم النتيجة النهائية للحرب. أصر داوُد على اخوانه بأنه يستطيع ان يهزم جليات {جالوت}، وبعدما سمع شاول ذلك.. قرر إرسال داوُد بالرغم من انه كان في شك من قدرة داوُد، لكنه ارسله ليحاول. كان النصر حليف داوُد حيث رمى جليات بحجر وبعد موت جليات كان النصر حليف الإسرائيليين، جلب داوُد رأس جليات لشاول، سأل شاول داوُد عن ابن من يكون، فأجاب داوُد: «أنا ابن خادمك يسى الذي من بيت لحم».

#### شاول
سأل شاول من داوُد بأن يجلب له الغلفة لمئة من الفلسطينين مقابل أن يعطيه شاول ابنته. عندما عاد داوُد ومعه 200 غلفة، أعطى شاول ابنته الثانية ميكال، ووضعه مسؤول عليه

#### وعد الله لداوُد
هزم دَأوُدَ الْيَبُوسِيِّينَ في اورشليم واتخذها عاصمة له وجلب تابوت العهد لبناء هيكل، لكن الله تكلم إلى النبي ناثان وقال بأنه لا يجب بناء هذا المعبد، ولكن يجب الانتظار للجيل القادم وبأنه سينشيء منزل خالد لدَأوُدَ «سيكون لك عرش ابدي». بعدها يُنشيء لداوُد مملكة لاتُهزم. وتهزم أَرَامَ وصُوبَةَ (سوريا الحالية) وأَدُومَ ومُوآبَ (الأردن حالياُ) وبلاد الفلسطينين وغيرها كثيراُ.

#### المزامير
لقد عُرف داوُد على انه كاتب معظم المزامير التي في الكتاب المقدس. من أشهر المزامير هو مزمور 51 الذي بحسب التقليد يتكلم عن دَأوُدَ عِنْدَمَا جَاءَ إِلَيْهِ النَّبِيُّ نَاثَانُ بَعْدَ دُخُولِهِ إِلَى بَثْشَبَعَ. ولكن من المزامير المعروفة بكثرة هو مزمور 91 وكذلك من اشهرها مزمور 23:
1. الرَّبُّ رَاعِيَّ فلا يُعوِزني شَئٌ.
2. فِي مَرَاعٍ خُضْرٍ يُرْبِضُنِي، إِلَى مِيَاهٍ الرّاحَةِ يورِدُني.
3. يُنْعِشُ نَفْسِي وَيُرْشِدُنِي إِلَى طُرُقِ الْبِرِّ إِكْرَاماً لاَِسْمِهِ.
4. حَتَّى إِذَا اجْتَزْتُ وَادِي ظِلاَلِ الْمَوْتِ، لاَ أَخَافُ سُوءاً لأَنَّكَ تُرَافِقُنِي. عَصَاكَ وَعُكَّازُكَ هُمَا مَعِي يُشَدِّدَانِ عَزِيمَتِي.
5. تَبْسُطُ أَمَامِي مَأْدُبَةً عَلَى مَرًْأى مِنْ أَعْدَائِي. مَسَحْتَ بِالزَّيْتِ رَأْسِي، وَأَفَضْتَ كَأْسِي.
6. إِنَّمَا خَيْرٌ وَرَحْمَةٌ يَتْبَعَانِنِي طَوَالَ حَيَاتِي، وَيَكُونُ بَيْتُ الرَّبِّ مَسْكَناً لِي مَدَى الأَيَّامِ.

#### حكم داوُد
حكم داووُد ابن يسى على إسرائيل كلها وكان عمرَهُ آنذاك 40 سنة. حَكَمَ داووُد لمدة 7 سنين في حبرون، و 33 سنة في اورشليم. مات داوُود في عمر كبير، ابنه سليمان استلم الحكم من بعده.

### عائلة داوُد
والد داوُد هو يسى، يسى ابن عوبيد، عوبيد ابن بوعز الذي من قبيلة اليهودية وراعوث المؤابية، ان نسل داوُد مذكور في سفر راعوث 22-4:18.
كان لداوُد 8 زوجات وأطفال من نساء اخريات:
1. ميكال، الابنة الثانية للملك شاول
2. أَخِينُوعَمَ مِنْ يَزْرَعِيلَ
3. أَبِيجَايِلُ إِلتي كانت زوجة نَابَالَ
4. ماكاه
5. حَجِّيثَ
6. أَبِيطَالَ
7. عَجْلَةَ
8. بَثْشَبَعَ، التي كانت زوجة أُورِيَّا الحثي سابقاً

وَشَاخَ الْمَلِكُ دَأوُدُ وَطَعَنَ فِي السِّنِّ، فَكَانُوا يُدَثِّرُونَهُ بِالأَغْطِيَةِ فَلاَ يَشْعُرُ بِالدِّفْءِ. فَقَالَ لَهُ عَبِيدُهُ: «لِيَلْتَمِسْ سَيِّدُنَا الْمَلِكُ فَتَاةً عذْرَاءَ تَخْدُمُكَ، وَتَعْتَنِي بِكَ وَتَضْطَجِعُ فِي حِضْنِكَ، فَتَبْعَثُ فِيكَ الدِّفْءَ». فَبَحَثُوا لَهُ عَنْ فَتَاةٍ جَمِيلَةٍ فِي أَرْجَاءِ إِسْرَائِيلَ، فَعَثَرُوا عَلَى أَبِيشَجَ الشُّونَمِيَّةِ فَأَحْضَرُوهَا إِلَى الْمَلِكِ. وَكَانَتِ الْفَتَاةُ بَارِعَةَ الْجَمَالِ، فَصَارَتْ لَهُ حَاضِنَةً، تَقُومُ عَلَى خِدْمَتِهِ، وَلَكِنَّ الْمَلِكَ لَمْ يُعَاشِرْهَا. (سفر ملوك الأول 4-1:1)
كما جاء في سفر أخبار الايام الأول الإصحاح 3، كان لداوُد أبناء من زوجاته، ولكن اسماؤهم غير موجودة في سفر الأخبار.
من بَثْشَبَعَ أولاده كانوا:
شِمْعَى وَشُوبَابُ وَنَاثَانُ وَسُلَيْمَانُ،
وَهَذَا سِجِلٌّ بِمَوَالِيدِ دَأوُدَ الَّذِينَ أَنْجَبَهُمْ فِي حَبْرُونَ:
بِكْرُهُ أَمْنُونُ مِنْ أَخِينُوعَمَ الْيَزْرَعِيلِيَّةِ،
ثُمَّ دَانِيئِيلُ مِنْ أَبِيجَايِلَ الْكَرْمَلِيَّةِ،
وَالثَّالِثُ أَبْشَالُومُ بْنُ مَعْكَةَ بِنْتِ تَلْمَايَ مَلِكِ جَشُورَ،
وَالرَّابِعُ أَدُونِيَّا بْنُ حَجِّيثَ،
وَالْخَامِسُ شَفَطْيَا مِنْ أَبِيطَالَ،
وَالسَّادِسُ يَثَرْعَامُ مِنْ عَجْلَةَ زَوْجَتِهِ.
فَكَانَتْ جُمْلَةُ الْمَوْلُودِينَ لَهُ فِي حَبْرُونَ سِتَّةَ أَبْنَاءٍ، وَقَدْ مَلَكَ هُنَاكَ سَبْعَ سِنِينَ وَسِتَّةَ أَشْهُرٍ، ثُمَّ مَلَكَ فِي أُورُشَلِيمَ ثَلاَثاً وَثَلاَثِينَ سَنَةً.
أَمَّا الَّذِينَ أَنْجَبَهُمْ فِي أُورُشَلِيمَ فَهُمْ: شِمْعَى وَشُوبَابُ وَنَاثَانُ وَسُلَيْمَانُ، وَهَؤُلاَءِ الأَرْبَعَةُ وَلَدَتْهُمْ بَثْشَبَعُ بِنْتُ عَمِّيئِيلَ.
وَكَانَ لَهُ تِسْعَةُ أَبْنَاءٍ آخَرُونَ هُمْ يِبْحَارُ وَأَلِشَامَعُ وَأَلِيفَالَطُ،
وَنُوجَهُ وَنَافَجُ وَيَافِيعُ، وَأَلِيشَمَعُ وَأَلِيَادَاعُ وَأَلِيفَلَطُ. وَجَمِيعُهُمْ أَبْنَاءُ دَأوُدَ مَاعَدَا أَبْنَاءَ الْمَحْظِيَّاتِ. وَكَانَتْ لَهُمْ أُخْتٌ تُدْعَى ثَامَارَ.

### شخصيات من نسل داوُد
من أهم الشخصيات الكتابية التي من نسل داوُد:
- يسوع الناصري (بيت لحم وكفرناحوم أو الناصرة 30، 31 أو 33 أورشليم).
- رابي اكيبا، اكيبا ابن جوزيف ويُعرف أيضاً بأكيفا (135 ق.م.).
- يهوذا ليو، يهوذا ليو ابن بيزالل.

### داوُد في العهد الحديث
ان تأقلم داوُد للنظام الديني لليبوسيين «ان النظرة للملوكية بأنها كوجود الله على الأرض»، وهذا ما قاد ان تُسمى اورشليم بالمدينة المقدسة. أصلاُ ان الحاكم الأرضي يكون ممسوح من الله (أي نفس الاسم الذي أُطلق للمسيح «الممسوح»). ابن داوُد هو الاسم الذي كان موجود في القرون التي قبل مجيء المسيحية، وأيضا اسم «ابن الله» الذي كان ينتظره شعب إسرائيل والذي سيُنشيء مملكة جديدة. كان هذا الأساس الذي نشأت منه المسيحية. لقد امن المسيحيون الأولون بأن الكتابات اليهودية تنبأت بقدوم المسيح من نسل داوُد. في إنجيل متى ولوقا هناك تتبع لنسل المسيح مما يحقق هذه النبوءة. وشُبه داوُد بالمسيح لاسيما عندما غلب داوُد جليات، ترمز إلى انتصار المسيح على الشيطان عندما عُلق على الصليب. تحتفل الكنيسة الكاثوليكية بصوم داوُد في 29 من شهر ديسمبر.

## داوُد في الإسلام
يُعد داوُد أحد الأنبياء في الديانة الإسلامية أنزِل عليه الزبور «المزامير». يدّعي الدين اليهودي أن داوُد ارتكب الزنا والقتل ولكن تاب، حيث هذا ما يؤمن به المسيحيون واليهود. أما في الديانة الإسلامية فهو نبي ولا يرتكب مثل ذلك من حيث عصمة الأنبياء. يظهر في القرآن جالوت الذي هو نفسه جليات عند اليهود الذي قتله داوُد. وفي سورة البقرة وَرَدَ: ﴿فَهَزَمُوهُمْ بِإِذْنِ اللَّهِ وَقَتَلَ دَاوُدُ جَالُوتَ وَآتَاهُ اللَّهُ الْمُلْكَ وَالْحِكْمَةَ وَعَلَّمَهُ مِمَّا يَشَاءُ وَلَوْلَا دَفْعُ اللَّهِ النَّاسَ بَعْضَهُمْ بِبَعْضٍ لَفَسَدَتِ الْأَرْضُ وَلَكِنَّ اللَّهَ ذُو فَضْلٍ عَلَى الْعَالَمِينَ ۝٢٥١﴾ (سورة البقرة، الآية 251).
يذكر القرآن أن داوُد كان في جيش طالوت، الذي يفهم على أن الأخير هو نفسه شاول.

### نسبه
هو داود بن أيشا بن عويد بن عابر بن سلمون بن نحشون بن عوينادب ابن إرم بن حصرون بن فرص بن يهوذا بن يعقوب بن إسحاق بن إبراهيم الخليل، وخليفته في أرض بيت المقدس.

### وصفه
قال محمد بن إسحاق عن بعض أهل العلم، عن وهب بن منبه: كان داود قصيراً، أزرق العينين، قليل الشعر، طاهر القلب ونقيه.

### قتله جالوت وتنصيبه ملكا
تقدم أنه لما قتل جالوت وكان قتله له فيما ذكر ابن عساكر عند قصر أم حكيم بقرب مرج الصفر فأحبته بنو إسرائيل ومالوا إليه وإلى ملكه عليهم فكان من أمر طالوت ما كان وصار الملك إلى داود عليه السلام وجمع الله له بين الملك والنبوة بين خيرى الدنيا والآخرة وكان الملك يكون في سبط والنبوة في آخر فاجتمع في داود هذا.
بحسب القرآن: ﴿فَهَزَمُوهُمْ بِإِذْنِ اللَّهِ وَقَتَلَ دَاوُدُ جَالُوتَ وَآتَاهُ اللَّهُ الْمُلْكَ وَالْحِكْمَةَ وَعَلَّمَهُ مِمَّا يَشَاءُ وَلَوْلَا دَفْعُ اللَّهِ النَّاسَ بَعْضَهُمْ بِبَعْضٍ لَفَسَدَتِ الْأَرْضُ وَلَكِنَّ اللَّهَ ذُو فَضْلٍ عَلَى الْعَالَمِينَ ۝٢٥١﴾ [البقرة:251]
أي: لولا إقامة الملوك حكاما على الناس، لأكل قوي الناس ضعيفهم
ولهذا جاء في بعض الآثار: (السلطان ظل الله في أرضه).
وقال أمير المؤمنين عثمان بن عفان: (إن الله ليزع بالسلطان ما لا يزع بالقرآن).
وقد ذكر ابن جرير في تاريخه أن جالوت لما بارز طالوت فقال له: اخرج إلي وأخرج إليك، فندب طالوت الناس فانتدب داود فقتل جالوت.
قال وهب بن منبه: فمال الناس إلى داود، حتى لم يكن لطالوت ذكر، وخلعوا طالوت وولوا عليهم داود.
وقيل إن ذلك عن أمر شمويل حتى قال بعضهم: إنه ولاه قبل الوقعة.
قال ابن جرير: والذي عليه الجمهور إنما ولى الملك بعد قتل جالوت والله أعلم.
وروى ابن عساكر عن سعيد بن عبد العزيز أن قتله جالوت كان عند قصر أم الحكيم وأن النهر الذي هناك هو المذكور في الآية فالله أعلم.

### حياته بعد مقتل جالوت
بحسب القرآن: {وَلَقَدْ آتَيْنَا دَأوُدَ مِنَّا فَضْلاً يَا جِبَالُ أَوِّبِي مَعَهُ وَالطَّيْرَ وَأَلَنَّا لَهُ الْحَدِيدَ * أَنِ اعْمَلْ سَابِغَاتٍ وَقَدِّرْ فِي السَّرْدِ وَاعْمَلُوا صَالِحاً إِنِّي بِمَا تَعْمَلُونَ بَصِيرٌ}
بحسب القرآن: {... وَسَخَّرْنَا مَعَ دَأوُدَ الْجِبَالَ يُسَبِّحْنَ وَالطَّيْرَ وَكُنَّا فَاعِلِينَ * وَعَلَّمْنَاهُ صَنْعَةَ لَبُوسٍ لَكُمْ لِتُحْصِنَكُمْ مِنْ بَأْسِكُمْ فَهَلْ أَنْتُمْ شَاكِرُونَ}
أعانه الله على عمل الدروع من الحديد ليحصن المقاتلة من الأعداء، وأرشده إلى صنعتها وكيفيتها فقال:
{وَقَدِّرْ فِي السَّرْدِ} أي: لا تدق المسمار فيفلق، ولا تغلظه فيفصم
قال الحسن البصري، وقتادة، والأعمش: كان الله قد ألان له الحديد حتى كان يفتله بيده، لا يحتاج إلى نار ولا مطرقة.
قال قتادة: فكان أول من عمل الدروع من زرد، وإنما كانت قبل ذلك من صفائح.
قال ابن شوذب: كان يعمل كل يوم درعاً يبيعها بستة آلاف درهم، وقد ثبت في الحديث: ((أن أطيب ما أكل الرجل من كسبه، وأن نبي الله داود كان يأكل من كسب يده)).
وبحسب القرآن: {وَإذْكُرْ عَبْدَنَا دَأوُدَ ذَا الْأَيْدِ إِنَّهُ أَوَّابٌ * إِنَّا سَخَّرْنَا الْجِبَالَ مَعَهُ يُسَبِّحْنَ بِالْعَشِيِّ وَالْإِشْرَاقِ * وَالطَّيْرَ مَحْشُورَةً كُلٌّ لَهُ أَوَّابٌ * وَشَدَدْنَا مُلْكَهُ وَآتَيْنَاهُ الْحِكْمَةَ وَفَصْلَ الْخِطَابِ}.
قال ابن عباس، ومجاهد: الأيد: القوة في الطاعة، يعني: ذا قوة في العبادة والعمل الصالح.
قال قتادة: أُعطي قوة في العبادة، وفقهاً في الإسلام.
قال: وقد ذكر لنا أنه كان يقوم الليل، ويصوم نصف الدهر.
وقد ثبت في الصحيحين أن رسول الله قال: ((أحب الصلاة إلى الله صلاة داود، وأحب الصيام إلى الله صيام داود: كان ينام نصف الليل، ويقوم ثلثه، وينام سدسه، وكان يصوم يوماً، ويفطر يوماً، ولا يفر إذا لاقى)).
وقوله: {إِنَّا سَخَّرْنَا الْجِبَالَ مَعَهُ يُسَبِّحْنَ بِالْعَشِيِّ وَالْإِشْرَاقِ * وَالطَّيْرَ مَحْشُورَةً كُلٌّ لَهُ أَوَّابٌ}.
كما قال: {يا جبال أوبي معه والطير} أي: سبحي معه.
{إِنَّا سَخَّرْنَا الْجِبَالَ مَعَهُ يُسَبِّحْنَ بِالْعَشِيِّ وَالْإِشْرَاقِ} أي: عند آخر النهار وأوله. وذلك أنه كان الله قد وهبه من الصوت العظيم ما لم يعطه أحداً، بحيث أنه كان إذا ترنم بقراءة كتابه يقف الطير في الهواء، يُرجع بترجيعه، ويسبح بتسبيحه، وكذلك الجبال تجيبه وتسبح معه، كلما سبح بكرة وعشياً صلوات الله وسلامه عليه.
وقال الأوزاعي: حدثني عبد الله بن عامر قال: أعطي داود من حُسن الصوت ما لم يعط أحد قط، حتى أن كان الطير والوحش ينعكف حوله، حتى يموت عطشاً وجوعاً، وحتى إن الأنهار لتقف.
وقال وهب بن منبه: كان لا يسمعه أحد إلا حجل كهيئة الرقص، وكان يقرأ الزبور بصوت لم تسمع الآذان بمثله، فيعكف الجن، والإنس، والطير، والدواب على صوته، حتى يهلك بعضها جوعاً.
وقالت عائشة: سمع رسول الله صوت أبي موسى الأشعري وهو يقرأ فقال: ((لقد أوتي أبو موسى من مزامير آل داود)).
وقد كان داود مع هذا الصوت الرخيم، سريع القراءة لكتابه الزبور كما قال الإمام أحمد: عن أبي هريرة قال: قال رسول الله: ((خفف على داود القراءة، فكان يأمر بدابته فتسرج، فكان يقرأ القرآن من قبل أن تسرج دابته، وكان لا يأكل إلا من عمل يديه)).
والمراد بالقرآن ههنا الزبور: الذي أنزله عليه، وأوحاه إليه، وقد كان ملكاً له أتباع، فكان يقرأ الزبور بمقدار ما تسرج الدواب، وهذا أمر سريع مع التدبر والترنم والتغني به على وجه التخشع، صلوات الله وسلامه عليه.
وقد قال الله: {وَآتَيْنَا دَأوُدَ زَبُوراً}
وقوله: {وَشَدَدْنَا مُلْكَهُ وَآتَيْنَاهُ الْحِكْمَةَ وَفَصْلَ الْخِطَابِ} أي: أعطيناه ملكاً عظيماً، وحكماً نافذاً.
روى ابن جرير، وابن أبي حاتم، عن ابن عباس:
أن رجلين تداعيا إلى داود في بقر: ادعى أحدهما على الآخر أنه اغتصبها منه، فأنكر المدعى عليه، فأرجأ أمرهما إلى الليل، فلما كان الليل أوحى الله إليه أن يقتل المدعي،
فلما أصبح قال له داود: إن الله قد أوحى إلي أن أقتلك، فأنا قاتلك لا محالة، فما خبرك فيما ادعيته على هذا؟
قال: والله يا نبي الله إني لمحق فيما ادعيت عليه، ولكني كنت اغتلت أباه قبل هذا، فأمر به داود فقتل، فعظم أمر داود في بني إسرائيل جداً وخضعوا له خضوعاً عظيماً.
قال ابن عباس: وهو قوله تعالى: {وَشَدَدْنَا مُلْكَهُ}
وقوله تعالى: {وَآتَيْنَاهُ الْحِكْمَةَ} أي: النبوة.
{وَفَصْلَ الْخِطَابِ} قال شريح، والشعبي، وقتادة، وأبو عبد الرحمن السلمي، وغيرهم:
فصل الخطاب: الشهود والأيمان، يعنون بذلك البينة على المدعي، واليمين على من أنكر.
وقال مجاهد والسدي: هو إصابة القضاء وفهمه.
وقال مجاهد: هو الفصل في الكلام، وفي الحكم
{وَهَلْ أَتَاكَ نَبَأُ الْخَصْمِ إِذْ تَسَوَّرُوا الْمِحْرَابَ * إِذْ دَخَلُوا عَلَى دَأوُدَ فَفَزِعَ مِنْهُمْ قَالُوا لَا تَخَفْ خَصْمَانِ بَغَى بَعْضُنَا عَلَى بَعْضٍ فَاحْكُمْ بَيْنَنَا بِالْحَقِّ وَلَا تُشْطِطْ وَاهْدِنَا إِلَى سَوَاءِ الصِّرَاطِ * إِنَّ هَذَا أَخِي لَهُ تِسْعٌ وَتِسْعُونَ نَعْجَةً وَلِيَ نَعْجَةٌ وَاحِدَةٌ فَقَالَ أَكْفِلْنِيهَا وَعَزَّنِي فِي الْخِطَابِ * قَالَ لَقَدْ ظَلَمَكَ بِسُؤَالِ نَعْجَتِكَ إِلَى نِعَاجِهِ وَإِنَّ كَثِيراً مِنَ الْخُلَطَاءِ لَيَبْغِي بَعْضُهُمْ عَلَى بَعْضٍ إِلَّا الَّذِينَ آمَنُوا وَعَمِلُوا الصَّالِحَاتِ وَقَلِيلٌ مَا هُمْ وَظَنَّ دَأوُدُ أَنَّمَا فَتَنَّاهُ فَاسْتَغْفَرَ رَبَّهُ وَخَرَّ رَاكِعاً وَأَنَابَ * فَغَفَرْنَا لَهُ ذَلِكَ وَإِنَّ لَهُ عِنْدَنَا لَزُلْفَى وَحُسْنَ مَئَآبٍ}.
وقد ذكر كثير من المفسرين من السلف والخلف ههنا، قصصاً وأخبارا أكثرها إسرائيليات، ومنها ما هو مكذوب لا محالة، تركنا إيرادها هنا قصداً اكتفاء واقتصاراً على مجرد تلاوة القصة من القرآن العظيم، والله يهدي من يشاء إلى صراط مستقيم.
قال الله: {فَغَفَرْنَا لَهُ ذَلِكَ وَإِنَّ لَهُ عِنْدَنَا لَزُلْفَى وَحُسْنَ مَآبٍ}
أي: إن له يوم القيامة لزلفى، وهي القربة التي يقربه الله بها، ويدنيه من حظيرة قدسه بسببها، كما ثبت في حديث
قال رسول الله: ((إن أحب الناس إلى الله يوم القيامة وأقربهم منه مجلساً إمام عادل، وإن أبغض الناس إلى الله يوم القيامة وأشدهم عذاباً إمام جائر)).
وقال ابن أبي حاتم: حدثنا جعفر بن سليمان، سمعت مالك بن دينار في قوله: {وَإِنَّ لَهُ عِنْدَنَا لَزُلْفَى وَحُسْنَ مَآبٍ}
قال: يقوم داود يوم القيامة عند ساق العرش،
فيقول الله: يا داود مجدني اليوم بذلك الصوت الحسن الرخيم، الذي كنت تمجدني في الدنيا،
فيقول: وكيف وقد سلبته؟
فيقول: إني أرده عليك اليوم.
قال: فيرفع داود بصوت يستفرغ نعيم أهل الجنان.
بحسب القرآن: {يَا دَأوُدُ إِنَّا جَعَلْنَاكَ خَلِيفَةً فِي الْأَرْضِ فَاحْكُمْ بَيْنَ النَّاسِ بِالْحَقِّ وَلَا تَتَّبِعِ الْهَوَى فَيُضِلَّكَ عَنْ سَبِيلِ اللَّهِ إِنَّ الَّذِينَ يَضِلُّونَ عَنْ سَبِيلِ اللَّهِ لَهُمْ عَذَابٌ شَدِيدٌ بِمَا نَسُوا يَوْمَ الْحِسَابِ}
هذا خطاب من الله مع داود، والمراد ولاة الأمور، وحكام الناس، وأمرهم بالعدل، واتباع الحق المنزل من الله لا ما سواه من الآراء والأهواء، وتوعد من سلك غير ذلك، وحكم بغير ذلك.
وقد كان داود هو المقتدى به في ذلك الوقت في العدل، وكثرة العبادة، وأنواع القربات، حتى إنه كان لا يمضي ساعة من آناء الليل وأطراف النهار إلا وأهل بيته في عبادة ليلاً ونهاراً
كما ويشير القرآن: {اعْمَلُوا آلَ دَأوُدَ شُكْراً وَقَلِيلٌ مِنْ عِبَادِيَ الشَّكُورُ}
عن أبي الجلد قال: قرأت في مسألة داود أنه قال: يا رب كيف لي أن أشكرك، وأنا لا أصل إلى شكرك إلا بنعمتك،
قال: فأتاه الوحي أن يا داود: ألست تعلم أن الذي بك من النعم مني؟
قال: بلى يا رب.
قال: فإني أرضى بذلك منك.
وقال البيهقي: عن ابن شهاب قال: قال داود: الحمد لله كما ينبغي لكرم وجهه، وعز جلاله، فأوحى الله إليه إنك أتعبت الحفظة يا داود.
وعن عمر مولى عفرة قال:
قالت يهود لما رأت رسول الله يتزوج النساء: انظروا إلى هذا الذي لا يشبع من الطعام، ولا والله ما له همة إلا إلى النساء، حسدوه لكثرة نسائه وعابوه بذلك، فقالوا:
لو كان نبياً ما رغب في النساء، وكان أشدهم في ذلك حيي بن أخطب، فأكذبهم الله وأخبرهم بفضل الله وسعته على نبيه صلوات الله عليه وسلامه، فقال:
{أَمْ يَحْسُدُونَ النَّاسَ عَلَى مَا آتَاهُمُ اللَّهُ مِنْ فَضْلِهِ...} يعني بالناس رسول الله.
{... فَقَدْ آتَيْنَا آلَ إِبْرَاهِيمَ الْكِتَابَ وَالْحِكْمَةَ وَآتَيْنَاهُمْ مُلْكاً عَظِيماً}
يعني: ما أتى الله سليمان بن داود كانت له ألف امرأة، سبعمائة مهرية، وثلاثمائة سرية، وكانت لداود مائة امرأة منهن: امرأة أوريا أم سليمان بن داود، التي تزوجها بعد الفتنة. هذا أكثر مما لمحمد. وقد ذكر الكلبي نحو هذا، وإنه كان لداود مائة امرأة، ولسليمان ألف امرأة منهن ثلاثمائة سرية.

### صيامه وعبادته
عن أبي هريرة الحمصي، عن صدقة الدمشقي، أن رجلاً سأل ابن عباس عن الصيام فقال: «لأحدثنك بحديث كان عندي في البحث مخزوناً إن شئت أنبأتك بصوم داود، فإنه كان صواماً قواماً، وكان شجاعاً لا يفر إذا لاقى، وكان يصوم يوماً ويفطر يوماً». وقال رسول الله: « أفضل الصيام صيام داود، وكان يقرأ الزبور بسبعين صوتا يكون فيها، وكانت له ركعة من الليل يبكي فيها نفسه، ويبكي ببكائه كل شيء، ويصرف بصوته الهموم والمحموم ». وإن شئت أنبأتك بصوم ابنه سليمان، فإنه كان يصوم من أول الشهر ثلاثة أيام، ومن وسطه ثلاثة أيام، ومن آخره ثلاثة أيام، يستفتح الشهر بصيام، ووسطه بصيام، ويختمه بصيام.

### حياته ووفاته وجنازته في الإسلام
قد ذكرنا في قصة آدم الأحاديث الواردة في خلق آدم أن الله لما استخرج ذريته من ظهره فرأى فيهم الأنبياء عليهم السلام ورأى فيهم رجلاً يُزهر
فقال: أي رب من هذا؟
قال: هذا ابنك داود.
قال: أي رب كم عمره؟
قال: ستون عاماً.
قال: أي رب زد في عمره.
قال: لا إلا أن أزيده من عمرك.
وكان عمر آدم ألف عام فزاده أربعين عاماً
فلما انقضى عمر آدم جاءه ملك الموت
فقال: بقي من عمري أربعون سنة، ونسي آدم ما كان وهبه لولده داود، فأتمها الله لآدم ألف سنة، ولداود مائة سنة.
وأما وفاته فقال الإمام أحمد في مسنده: عن أبي هريرة، أن رسول الله قال:
"كان داود فيه غيرة شديدة فكان إذا خرج أغلق الأبواب فلم يدخل على أهله أحد حتى يرجع
فخرج ذات يوم وغلقت الدار فأقبلت امرأته تطلع إلى الدار، فإذا رجل قائم وسط الدار،
فقالت لمن في البيت: من أين دخل هذا الرجل والدار مغلقة؟ والله لنفتضحن بداود فجاء داود فإذا الرجل قائم في وسط الدار فقال له داود: من أنت؟
فقال: أنا الذي لا أهاب الملوك ولا أمنع من الحجاب
فقال داود: أنت والله إذاً ملك الموت، مرحباً بأمر الله.
ثم مكث حتى قبضت روحه فلما غسل وكفن وفرغ من شأنه طلعت عليه الشمس، فقال سليمان للطير: أظلي على داود فأظلته الطير حتى أظلمت عليه الأرض،
فقال سليمان للطير: أقبضي جناحاً.
قال أبو هريرة: فطفق رسول الله يرينا كيف فعلت الطير، وقبض رسول الله بيده وغلبت عليه يومئذ المضرحية.
انفرد بإخراجه الإمام أحمد، وإسناده جيد قوي، رجاله ثقات،
ومعنى قوله: «وغلبت عليه يومئذ المضرحية» أي وغلبت على التظليل عليه المضرحية وهي الصقور الطوال الأجنحة واحدها مضرحي. قال الجوهري: وهو الصقر الطويل الجناح.
وقال السدي عن أبي مالك، عن ابن مالك، عن ابن عباس قال: مات داود فجأة وكان بسبت، وكانت الطير تظله.
وقال السدي أيضاً، عن مالك وعن سعيد بن جبير قال: مات داود يوم السبت فجأة.
عن قتادة، عن الحسن، قال: مات داود وهو ابن مائة سنة ومات يوم الأربعاء فجأة وقال أبو السكن الهجري: مات إبراهيم الخليل فجأة وداود فجأة وابنه سليمان فجأة صلوات الله وسلامه عليهم أجمعين. رواه ابن عساكر.
وروي عن بعضهم أن ملك الموت جاءه وهو نازل من محرابه
فقال له: دعني أنزل أو أصعد
فقال: يا نبي الله قد نفدت السنون والشهور والآثار والأرزاق.
قال: فخر ساجداً على مرقاة من تلك المراقي فقبضه وهو ساجد.
و عن وهب بن منبه قال: إن الناس حضروا جنازة داود فجلسوا في الشمس في يوم صائف
وكان قد شيع جنازته يومئذ أربعون ألف راهب عليهم البرانس سوى غيرهم من الناس، ولم يمت في بني إسرائيل بعد موسى وهارون أحد، كانت بنو إسرائيل أشد جزعاً عليه منهم على داود.
فآذاهم الحر فنادوا سليمان أن يعمل لهم وقاية لما أصابهم من الحر، فخرج سليمان فنادى الطير فأجابت فأمرها أن تظل الناس، فتراص بعضها إلى بعض من كل وجه، حتى استمسكت الريح فكاد الناس أن يهلكوا غماً فصاحوا إلى سليمان من الغم،
فخرج سليمان فنادى الطير أن أظلي الناس من ناحية الشمس وتنحي عن ناحية الريح. ففعلت فكان الناس في ظل تهب عليهم الريح، فكان ذلك أول ما رأوه من ملك سليمان.

## وصلات خارجية
- داود على موقع أرشيف الشارخ.